# Thomas Babington Macaulay
Pour les articles homonymes, voir Babington et Macaulay.
Thomas Babington (ou Babbington) Macaulay, né le 25 octobre 1800 dans le Leicestershire et mort le 28 décembre 1859 à Londres, 1er baron Macaulay, est un poète, historien et homme politique britannique.

## Biographie
Il suit ses études à Trinity College (Cambridge). Il prononce divers discours au Parlement britannique concernant le mouvement chartiste, et œuvre à la codification des sources du droit pénal hérité du common anglais et appliqué en Inde. Proche du mouvement utilitariste et soutenu par James Mill, Macaulay est nommé à la tête de la First Law Commission qui se donne pour mission de réformer le droit pénal anglais (simplicité, accessibilité, acculturation). Un premier projet de code pénal avorte entre 1837 et 1838. Mis en sommeil puis réactivé en 1860 dans le contexte de la révolte des cipayes, le projet Macaulay est finalement révisé pour être promulgué en 1862 sous le nom d'Indian Penal Code 1862 (en).
En France, ses Essais historiques, politiques et philosophiques ont été traduits à partir de 1860 par Guillaume Guizot et Pierre Petroz.

## Inde

### Anglicisation
Macaulay en 1834 se rend en Inde, où il siège au Conseil suprême entre 1834 et 1838. Son procès-verbal sur l'éducation indienne de février 1835 est à l'origine de l'imposition de l'éducation institutionnelle occidentale en Inde.
Macaulay a recommandé l'introduction de la langue anglaise en tant que langue officielle d'enseignement secondaire dans toutes les écoles où il n'y en avait pas eu auparavant, et la formation d'Indiens anglophones en tant qu'enseignants. Il exhorte Lord William Bentinck, le gouverneur général de l'époque à réformer l'enseignement secondaire sur les lignes utilitaristes pour fournir « l'apprentissage utile », une phrase qui était pour lui synonyme de culture occidentale. Dans l'un de ses textes les moins cinglants, il écrivait :

« Je n'ai aucune connaissance du sanskrit ou de l'arabe. Mais j'ai fait ce que je pouvais pour former une estimation correcte de leur valeur. J'ai lu des traductions des œuvres les plus célèbres en arabe et en sanskrit. J'ai conversé ici et à la maison avec des hommes qui se distinguaient par leur maîtrise des langues orientales. Je suis tout à fait prêt à considérer le savoir oriental selon l'avis des orientalistes eux-mêmes. Je n'en ai jamais trouvé un d'entre eux qui puisse nier qu'une seule étagère d'une bonne bibliothèque européenne valait autant que toute la littérature autochtone de l'Inde et de l'Arabie. »

Par conséquent, à partir de la sixième année de scolarité, l'enseignement devrait être l'enseignement de l'enseignement européen, l'anglais étant le moyen d'enseignement. Cette décision créait une classe d'Indiens anglicisés qui serviraient d'intermédiaires culturels entre les Britanniques et les Indiens.
L'English Education Act de Bentinck de 1835 correspond étroitement aux recommandations de Macaulay.

### Code pénal indien et criminalisation de l'homosexualité
Ses dernières années en Inde ont été consacrées à la création d'un Code pénal, en tant que membre principal de la Commission du droit. Au lendemain de la mutinerie indienne de 1857, la proposition de droit pénal de Macaulay a été promulguée. Le Code pénal indien en 1860 a été suivi par le Code de procédure pénale en 1872 et le Code de procédure civile en 1908. Le Code pénal indien a inspiré ses homologues dans la plupart des autres colonies britanniques et, à ce jour, nombre de ces lois sont toujours en vigueur dans des pays comme le Pakistan, la Malaisie, le Myanmar, le Bangladesh, Sri Lanka, le Nigéria et le zimbabwe, ainsi qu'en Inde elle-même. Il s'agit notamment de l'article 377 du Code pénal indien, qui demeure la base des lois qui criminalisent l'homosexualité dans plusieurs pays du Commonwealth.

### Postérité en Inde
Dans la culture indienne, le terme « Enfants de Macoulay » est parfois utilisé pour désigner les personnes nées d'ascendance indienne qui adoptent la culture occidentale comme mode de vie, ou affichent des attitudes influencées par le colonialisme (« Macaulayisme »), expressions utilisées de manière désobligeante, et avec l'implication de le fait de trahir son pays et de rejeter son héritage.

## Écrits
- Lais de la Rome Antique
- Essais critiques et historiques